# 焼きまんじゅう

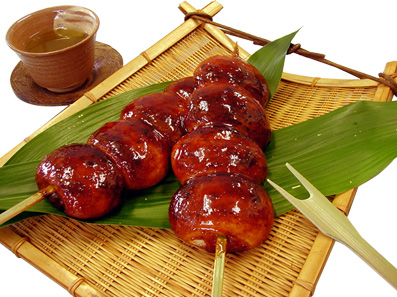
焼きまんじゅう

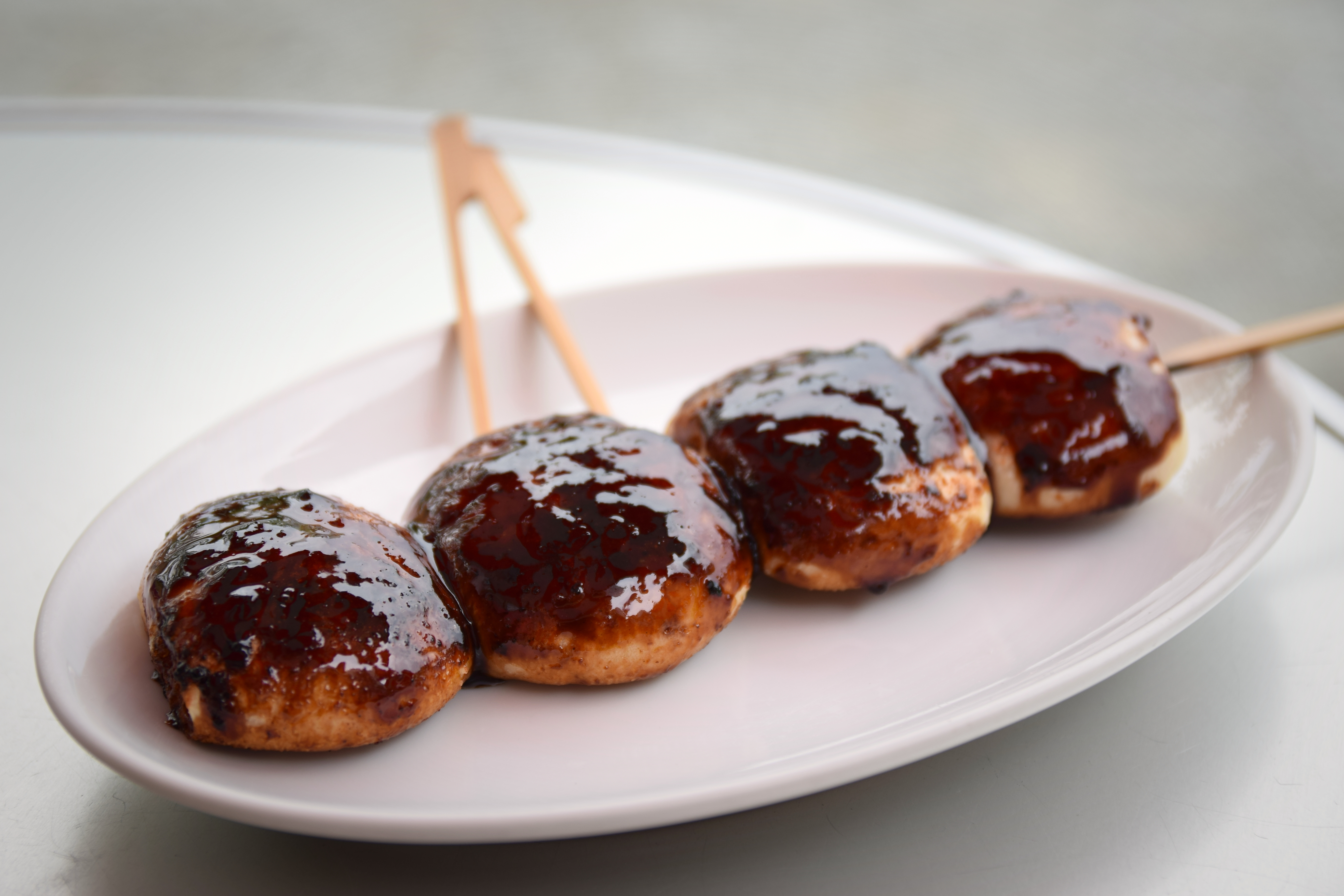
焼きまんじゅう

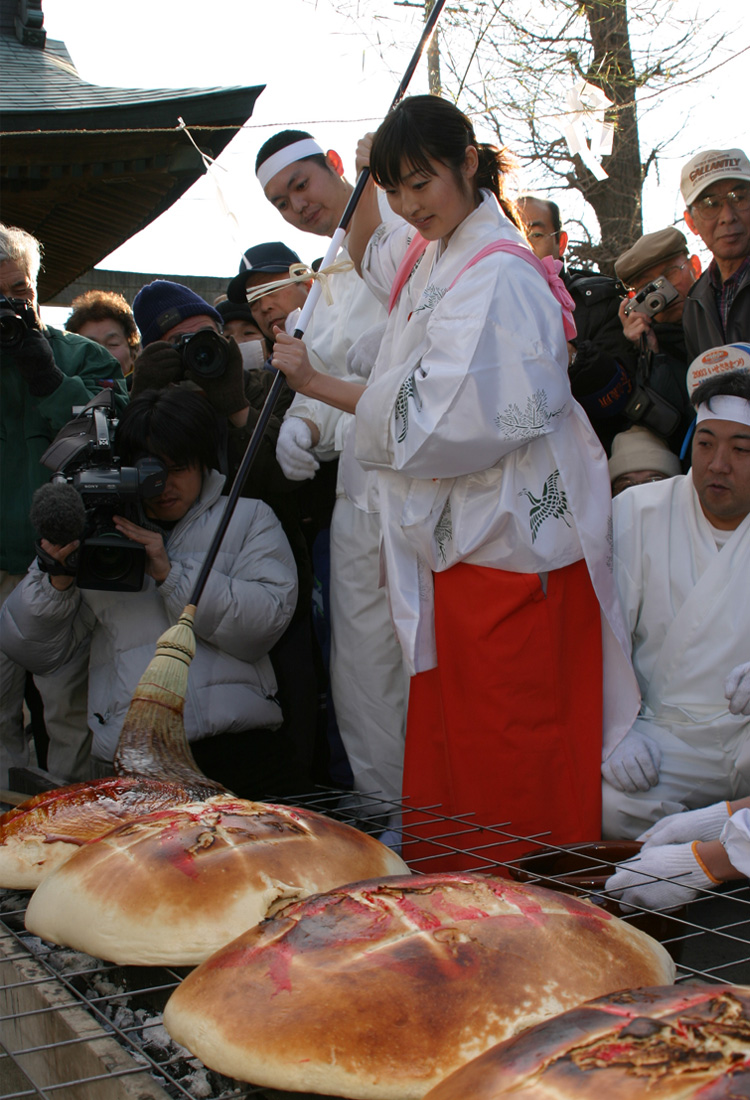
上州・焼き饅祭
福饅神事（伊勢崎市伊勢崎神社）

焼きまんじゅう（やきまんじゅう）は、群馬県地方の郷土食の一種。
小麦粉に麹を混ぜて発酵させてから蒸したまんじゅうを竹串に刺し、黒砂糖や水飴で甘くした濃厚な味噌ダレを裏表に塗って火に掛け、焦げ目を付けたもので、軽食として好まれる。焼きたての温かいうちは軟らかいため食べやすいが、冷めると水分が抜けてしまい、噛みちぎれないほど固くなる。このため、焼きたてで冷め切っていないものが珍重され、お土産用等も、焼く前のモノに別にパッケージしたタレを添えて、自宅で焼く事を前提とした形で販売している。
まんじゅうは、餡子を入れないもの（素まんじゅう。中国でいうマントウの類）が普通に用いられるが、一部に小豆餡入りもある。

## 歴史
起源は幕末（19世紀中期）と見られ、前橋発祥説が有力とされているが、他にも伊勢崎市、沼田市等の店舗が元祖を名乗っており、それぞれ独立した起源であるとする見方もある。そもそも、焼きまんじゅうは酒を家庭でも造っていたころの副産物なので、商売のために誰かが発明したという類のものではなさそうである。前橋市の老舗焼きまんじゅう店当主であった原嶋熊蔵はその著書で、自身の2代前にあたる勢多郡飯土井村（現・前橋市飯土井町）出身の原嶋類蔵が、1857年に前橋で売り出したものが創始である、としている。
群馬県南部では、古くから二毛作による冬季の麦作が盛んで、おっきりこみ（おっ切り込み、煮ぼうとう）といった麺類やまんじゅう類などの小麦粉食品が好まれていた背景がある。埼玉県の秩父市や長瀞町、栃木県の足利市にまで分布していて、繭や絹織物の生産地とほぼ一致することから、繊維関係の商工業者間の交流によって群馬県近隣地域にも広まったものと見られる。
2022年には文化庁の認定事業である「100年フード」で、伝統の100年フード部門の認定を受けている。

## 焼き饅祭
伊勢崎市では、伊勢崎神社で毎年1月11日の初市の日に巨大な焼きまんじゅうを奉納して無病息災を願う「上州焼き饅祭」が開催され、正月の風物詩となっている。その他の地域でも祭りの屋台や夜店で売られることが多い。

## 関連商品
マフィン
実際に焼きまんじゅうに使用される味噌だれを使用した「焼きまんじゅうマフィン」が、お土産用や贈答用として前橋駅や高崎駅などで販売されている。前橋市内の菓子製造業のMOO-FACTORYが製造・販売している。
コーンスナック
群馬県のスーパーマーケットであるベイシアは、2008年に群馬県で「第25回全国都市緑化ぐんまフェア」が開催されることを記念し、「上州焼きまんじゅう味コーンスナック」を2008年2月4日から発売した。
ポテトチップス
2010年6月28日から湖池屋が原嶋屋総本家監修の「上州焼きまんじゅう味ポテトチップ」を地域限定で発売し、2019年1月21日にはカルビーが焼きまんじゅう味のポテトチップスを関東1都6県と山梨県で発売した。なお、カルビーの焼きまんじゅう味のポテトチップスは2020年7月20から再販売されている。
水産加工品
群馬県玉村町の関東フーズと海老善が、焼きまんじゅう屋の飯玉屋のたれを使用した「焼きまんじゅう風味漬け魚」を2021年6月から発売し、「日本ギフト大賞2022」の群馬賞に選ばれている。
調味料
群馬県館林市の正田醤油が、文化庁の「100年フード」の認定を機に開発した「焼きまんじゅうトーストのたれ」を2023年2月13日に発売した。

## ガイドブック
焼きまんじゅうの店舗情報、歴史や解説などが掲載されている「焼きまんじゅうガイドブック」が、2009年3月18日に群馬県から発行されている。